# Zhongguo Renmin Jiefangjun Lujun
Le Forze terrestri dell'Esercito Popolare di Liberazione (中國人民解放軍陸軍T, 中国人民解放军陆军S, Zhōngguó Rénmín Jiěfàngjūn LùjūnP) sono l'arma di servizio terrestre dell'Esercito Popolare di Liberazione e la più grande ed antica arma delle forze armate cinesi. Esse vennero fondate nel 1927 come Armata Rossa cinese; tuttavia, non vennero istituite ufficialmente fino al 1948.

## Storia
Nel febbraio 1949 il gran numero esistente di armate e di divisioni venne regolarizzato in un massimo di settanta armate da tre divisioni ciascuna. Mentre alcune, come la 1ª Armata, sopravvissero per oltre cinquant'anni, alcune vennero rapidamente amalgamate e sciolte all'inizio degli anni '50. Sembra che il venti per cento o anche più delle settanta nuove armate fossero disorganizzate fino al 1953; solo nel 1952, la 3ª, la 4ª, la 10ª, la 17ª, la 18ª, e la 19ª Armata vennero sciolte.
Le forze terrestri dell'EPL consistevano di unità armate convenzionalmente principali e regionali, che nel 1987 costituivano oltre il 70 per cento dell'EPL. Fornivano una buona difesa convenzionale, ma avevano solo un limitato potenziale offensivo ed erano scarsamente equipaggiate per la guerra nucleare, biologica o chimica. Le forze principali includeva circa 35 gruppi d'armata, composti da 118 divisioni di fanteria, 13 divisioni corazzate, e 33 divisioni d'artiglieria ed artiglieria contraerea, oltre a 71 reggimenti e 21 battaglioni indipendenti per supportare la maggior parte delle truppe. Le forze regionali consistevano in 73 divisioni di difesa di frontiera e truppe di presidio più 140 reggimenti indipendenti.
Con il vecchio sistema, un'armata consisteva di tre divisioni di fanteria parzialmente motorizzate e due reggimenti di artiglieria ed artiglieria antiaerea. Ogni divisione aveva oltre 12.000 uomini in tre reggimenti di fanteria, un reggimento di artiglieria, un reggimento corazzato, e un battaglione d'artiglieria antiaerea. L'organizzazione era flessibile, le alte sfere erano libere di adattare le forze per il combattimento intorno a qualsiasi numero di divisioni di fanteria. Almeno in teoria, ogni divisione aveva i propri corazzati e la propria artiglieria - i livelli di equipaggiamento reale non vennero rivelati e probabilmente variavano - e le attività a livello di esercito e all'interno delle unità indipendenti avrebbero potuto essere ripartiti in base alle esigenze.
Nel 1987 i nuovi, principali gruppi d'armata in genere comprendevano 46.300 soldati in un massimo di quattro divisioni, che si ritiene includessero elementi di fanteria, corazzati, artiglieria, difesa aerea, aerotrasportati e di supporto aereo. Sebbene i nuovi gruppi d'armata dovessero riflettere un passaggio alle operazioni con armi combinate, a causa di una mancanza di meccanizzazione continuarono a consistere di fanteria sostenuta da corazzati, artiglierie, ed altre unità. Le 13 divisioni corazzate avevano 3 reggimenti e 240 carri armati da combattimento (MBT) ognuna, ma mancavano di un adeguato supporto di fanteria meccanizzata. C'era poca evidenza dell'uso di veicoli trasporto truppe durante la guerra sino-vietnamita nel 1979, e i carri armati vennero utilizzati come artiglieria mobile e come supporto per la fanteria smontata. Le forze di artiglieria enfatizzarono i cannoni rimorchiati, gli obici, e i lanciarazzi multipli montati su camion. Nel 1980 circa entrò in servizio l'artiglieria semovente, ma l'EPL produsse anche un lanciarazzi come alternativa più economica, ma non del tutto efficace, ai cannoni semoventi. C'era una varietà di macchine per le costruzioni, i ponti mobili, gli autocarri, e le motrici. Un nuovo lanciarazzi multiplo per la dispersione delle mine anticarro apparve nel 1979, ma l'equipaggiamento dei posamine e dello sminamento rimase scarso.
Le forze regionali consistevano di truppe a tempo pieno dell'EPL organizzate come divisioni indipendenti per le missioni di presidio. Le divisioni di presidio erano unità di artiglieria pesante statica schierate lungo la costa e il confine in aree di probabile attacco. Le forze regionali erano armate meno pesantemente rispetto alla loro omologa forza principale, e vennero coinvolte nella formazione della milizia. Erano le unità dell'EPL comunemente usate per ristabilire l'ordine durante la Rivoluzione Culturale. Quando il presidente Mao proclamò la Repubblica Popolare Cinese il 1 ottobre 1949, le forze terrestri dell'EPL erano composte da 4.9 milioni di contadini. Dopo qualche tempo iniziò la smobilitazione delle truppe mal addestrate e politicamente inaffidabili, con conseguente riduzione della forza dell'esercito.

Nel XXI secolo, le forze terrestri dell'EPL continuano a subire significative riforme, sperimentazioni, ammodernamenti e ristrutturazioni per affrontare potenziali minacce e migliorare le loro capacità. Le divisioni vengono ridimensionate in brigate d'armi combinate, che vengono riorganizzate in gruppi d'armate ad alta prontezza. Il livello di divisione è stato gradualmente eliminato con solo un numero limitato di strutture di divisione che rimangono esistenti. Mentre la dimensione delle Forze terrestri dell'EPL si è ridotta nel corso degli ultimi decenni, gli elementi ad alto contenuto tecnologico, come le forze speciali (SOF), l'aviazione dell'esercito (elicotteri), o missili terra-aria (SAM), e le unità di guerra elettronica sono stati tutti rapidamente ampliati. L'ultima dottrina operativa delle forze terrestri dell'EPL sottolinea l'importanza della tecnologia dell'informazione, della guerra elettronica e della guerra dell'informazione, e della precisione degli attacchi a lungo raggio in una guerra futura. Le generazioni più vecchie di comando, controllo e comunicazione dei sistemi telefonici/radiofonici (C3) vengono sostituite da un sistema integrato di reti di informazione di battaglia che caratterizzano le reti delle aree local/wide (LAN/WAN), delle comunicazioni satellitari, i veicoli aerei senza equipaggio (UAV) basati sulla sorveglianza e la ricognizione dei sistemi e dei centri mobili di comando e controllo.

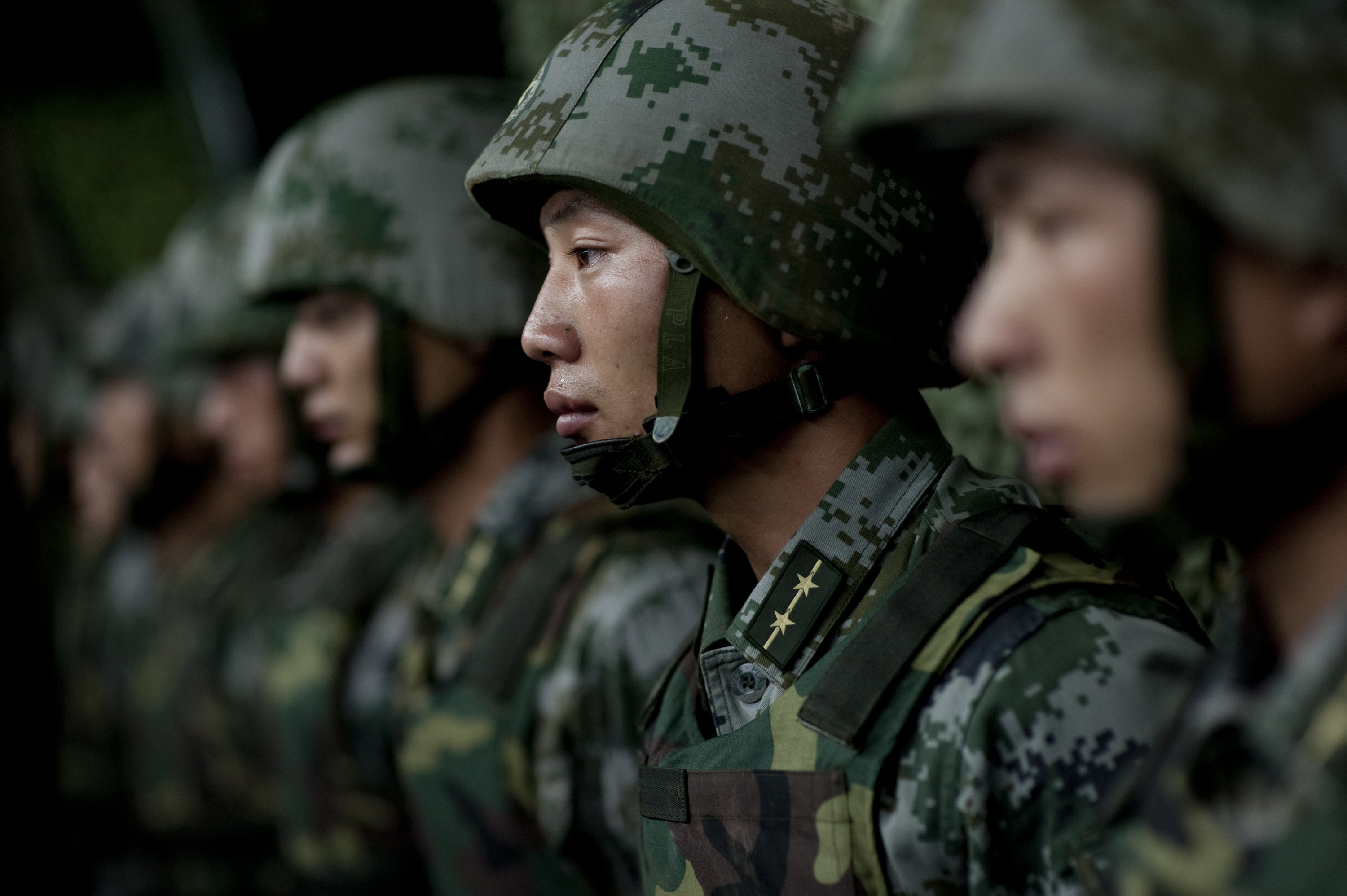
Soldati delle Forze terrestri dell'Esercito Popolare di Liberazione nel 2011
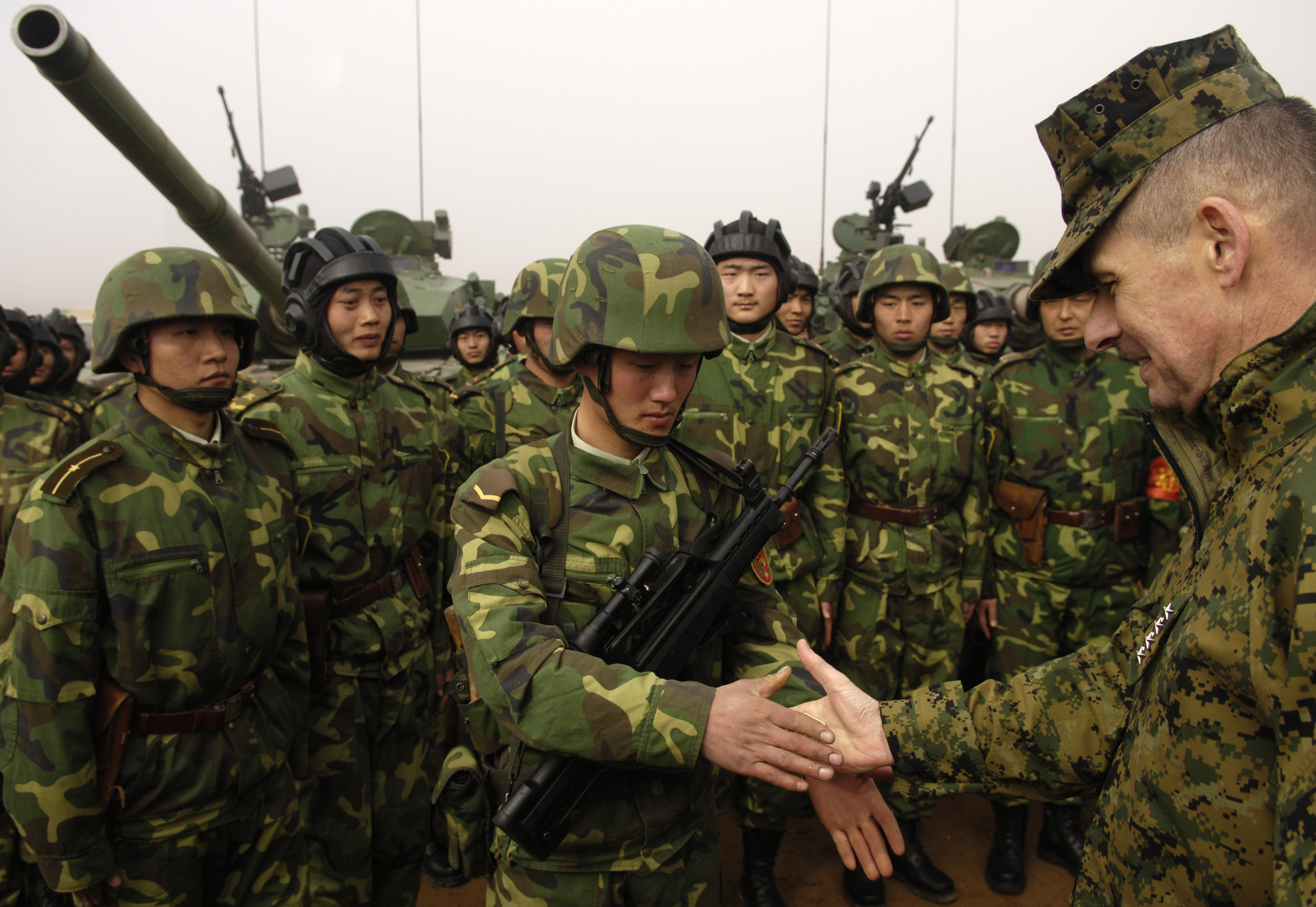
Il capo dello stato maggiore congiunto Peter Pace stringe la mano ai carristi cinesi a Shenyang nel 2007
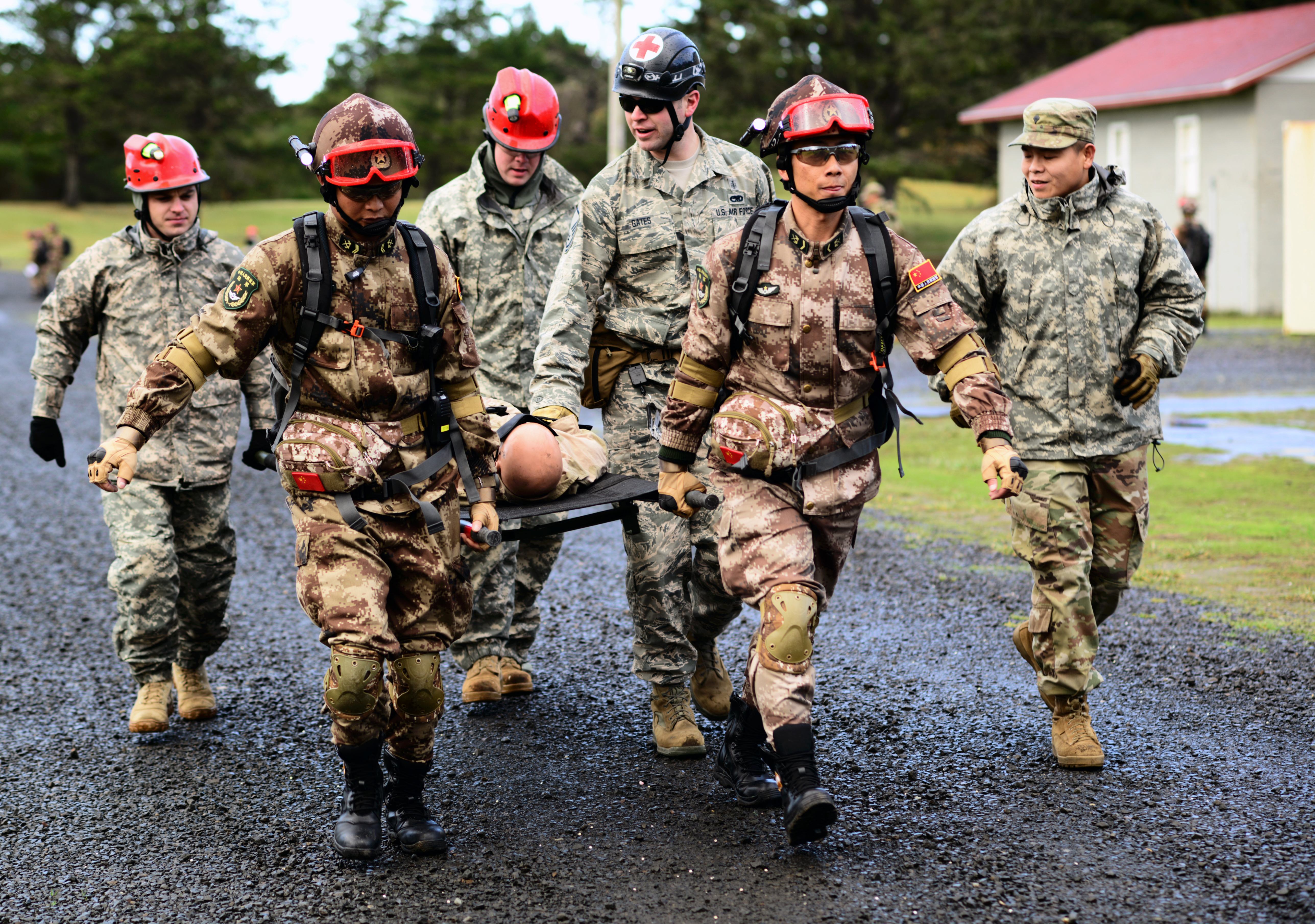
La FTEPL e la Guardia Nazionale dell'Oregon lavorano fianco a fianco durante un'esercitazione di risposta alle calamità nel 2017

## Struttura

I cinque comandi di teatro dell'EPL [http://www.defense.gov/Portals/1/Documents/pubs/2016%20China%20Military%20Power%20Report.pdf

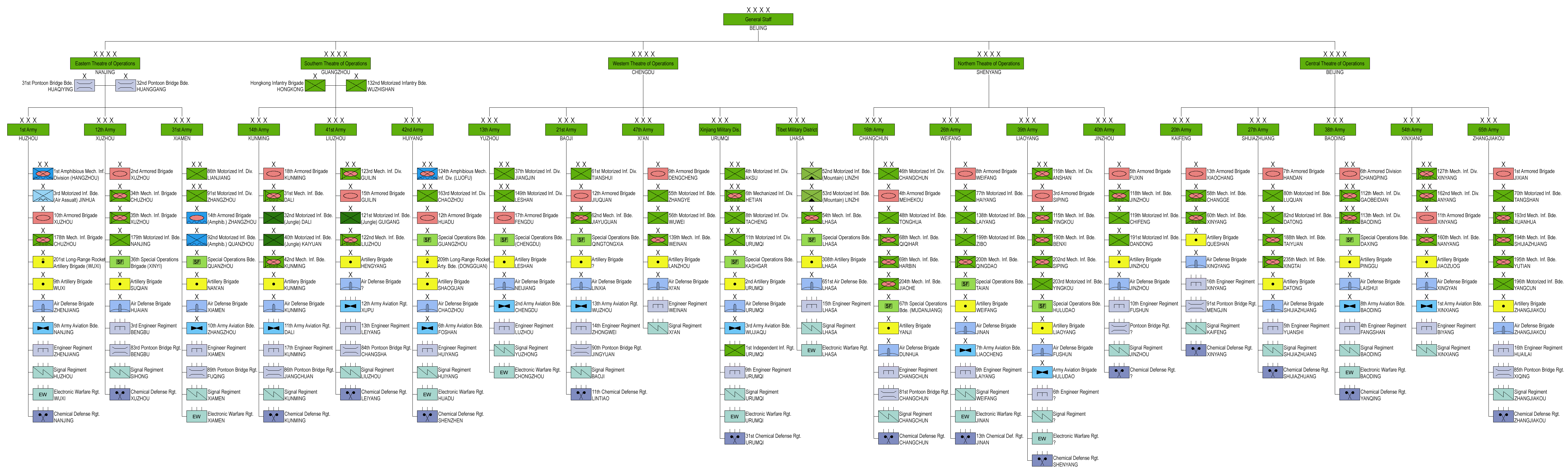
Organizzazione delle forze terrestri dell'EPL prima del 2017

### Le sezioni dell'arma
Le Forze terrestri dell'Esercito Popolare di Liberazione hanno un esercito regolare permanente e una forza di riserva. Sebbene la coscrizione sia impiegata per legge in Cina, il servizio militare obbligatorio non è stato implementato sin dal 1949 poiché l'Esercito Popolare di Liberazione fu in grado di reclutare un numero sufficiente di volontari. La milizia cinese non è una componente dell'Esercito Popolare di Liberazione, tuttavia potrebbe fornire un certo grado di funzione di riserva, come indicato dallo "Schema di addestramento e valutazione militare della milizia" pubblicato dal Dipartimento di Stato Maggiore dell'Esercito Popolare di Liberazione nel 2007.
Le sezioni delle FTEPL (兵种S, BīngzhǒngP) sono composte da fanteria (compresa la fanteria meccanizzata), carristi, artiglieria, aviazione, Genio militare, antichimica (difesa nucleare, biologica e chimica), comunicazioni, operazioni speciali, ricognizione, guerra elettronica, ecc. Queste sezioni hanno i loro rispettivi istituti di istruzione militare.

### La struttura operativa
La struttura operativa dell'EPL riflette le missioni strategiche, l'ambiente politico e le circostanze geografiche della Cina. Dalla fine di aprile 2017 vi sono 13 gruppi d'armate delle dimensioni di corpo d'armata (集团军S, JítuánjūnP), divise tra cinque comandi di teatro — Orientale, Meridionale, Settentrionale, Occidentale e Centrale. All'interno dei gruppi d'armate, le vecchie divisioni (师S, ShīP) sono state ridimensionate in brigate (旅S, LǚP). Ogni gruppo d'armate comprende sei brigate d'armi combinate di manovra, brigate di supporto al fuoco/artiglieria, brigate di difesa aerea, brigate di aviazione, brigate di operazioni speciali, brigate di supporto al combattimento e brigate di sostegno. La componente di combattimento di manovra dei gruppi d'armate sono le brigate d'armi combinate (合成旅S, HéchénglǚP), tra cui un misto di brigate di armi combinate pesanti, brigate di armi combinate medie, brigate di armi combinate leggere, brigate di armi combinate anfibie e brigate di armi combinate di montagna. La pratica è funzionalmente simile al concetto del brigade combat team dello US Army con modifiche uniche influenzate dalla diversità del terreno, dalla priorità strategica, dal sistema politico e dalla storia militare della Cina.
Le brigate di armi combinate pesanti, medie e leggere dell'EPL condividono una struttura modulare simile, che assomigliano alle loro unità superiori e subordinate a livello di gruppo d'armate e di battaglione. Una tipica brigata d'armi combinate delle FTEPL ha il quartier generale di brigata, quattro battaglioni di manovra da combattimento e altri battaglioni di supporto. Ad esempio, una brigata di armi combinate pesanti include quattro battaglioni di armi combinate (合成营S, HéchéngyíngP), un battaglione di artiglieria, un battaglione di difesa aerea, un battaglione di ricognizione, un battaglione di supporto al combattimento e un battaglione di sostegno. I battaglioni d'armi combinate applicano una struttura disegnata dallo scaglione della brigata. Ad esempio, i battaglioni di armi combinate pesanti sono costituiti da compagnie QG di battaglione (compresi i plotoni medici subordinati, di ricognizione e di difesa aerea), quattro compagnie di combattimento di manovra tra cui due compagnie di carri armati (14 carri armati per compagnia) e due compagnie di fanteria meccanizzata (14 veicoli per compagnia), una compagnia di potenza di fuoco e una compagnia di supporto/sostegno al combattimento.
Prima della riforma del 2015, l'International Institute for Strategic Studies (IISS) attribuiva alle Forze terrestri dell'EPL nove divisioni corazzate attive costituite da un numero di brigate corazzate, 25 divisioni di fanteria (meccanizzate o motorizzate), organizzate in un certo numero di brigate di fanteria, e 8 divisioni di artiglieria, organizzate anche in brigate di artiglieria da campagna. Dennis Blasko scrisse nel 2000 che la struttura tradizionale delle divisioni dell'ELP (corazzate e meccanizzate) consisteva all'incirca di tre reggimenti – tuan (团S, TuánP) (più tardi in brigate) – della sezione principale, ciascuno dei tre battaglioni (营S, yíngP) più unità di supporto, un quarto reggimento/brigata di fanteria (in una divisione corazzata) o corazzata (in una divisione di fanteria), un reggimento di artiglieria da campagna, un reggimento o battaglione di difesa antiaerea e comunicazioni, battaglioni o compagnie del Genio, di ricognizione e di difesa chimica, oltre a unità di supporto al servizio di combattimento.
Negli anni '80, le forze regionali erano costituite da truppe dell'EPL a tempo pieno organizzate come divisioni indipendenti per missioni di presidio. Un esempio di tale formazione fu la 1ª Divisione di presidio della regione militare di Lanzhou. Le divisioni di presidio erano unità statiche di artiglieria dispiegate lungo la costa ed i confini in aree di probabile attacco. Le forze regionali erano armate meno pesantemente delle loro controparti principali e vennero coinvolte nell'addestramento della milizia. Erano le unità dell'EPL comunemente usate per ristabilire l'ordine durante la Rivoluzione Culturale.

### Forze Operazioni Speciali
L'EPL si interessò per la prima volta alla moderna guerra speciale a metà degli anni '80, quando si stava spostando dalla "guerra popolare" alla "difesa attiva". I pianificatori dell'EPL credevano che la guerra successiva sarebbe stata un conflitto breve e veloce alla periferia piuttosto che una guerra totale sui territori cinesi, e le forze terrestri convenzionali orientate alla fanteria nel loro numero di massa non potevano più soddisfare i requisiti. L'EPL si specializzò in combattimenti di reazione rapida in una guerra regionale limitata in condizioni ad alta tecnologia, operazioni di commando, antiterrorismo e raccolta di informazioni. La dimensione delle forze operazioni speciali è stimata in 7.000 ~ 14.000 soldati. Attualmente, le forze operazioni speciali dell'EPL sono organizzate sotto il livello dei corpi combinati, come brigate operazioni speciali (特战旅S, TèzhànlǚP).

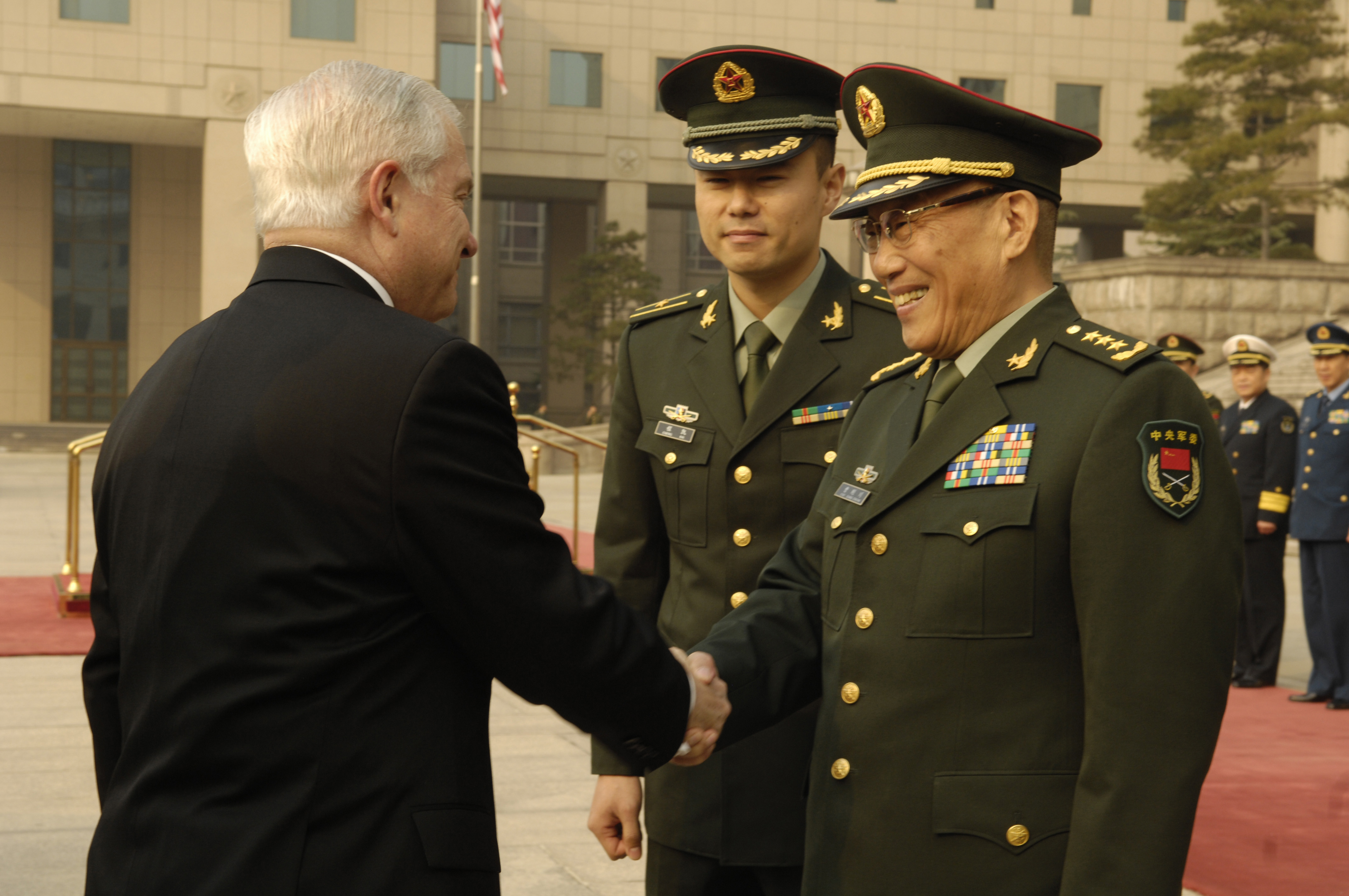
Il Segretario della difesa statunitense Robert Gates saluta il ministro della Difesa cinese Cao Gangchuan a Pechino il 5 novembre 2007
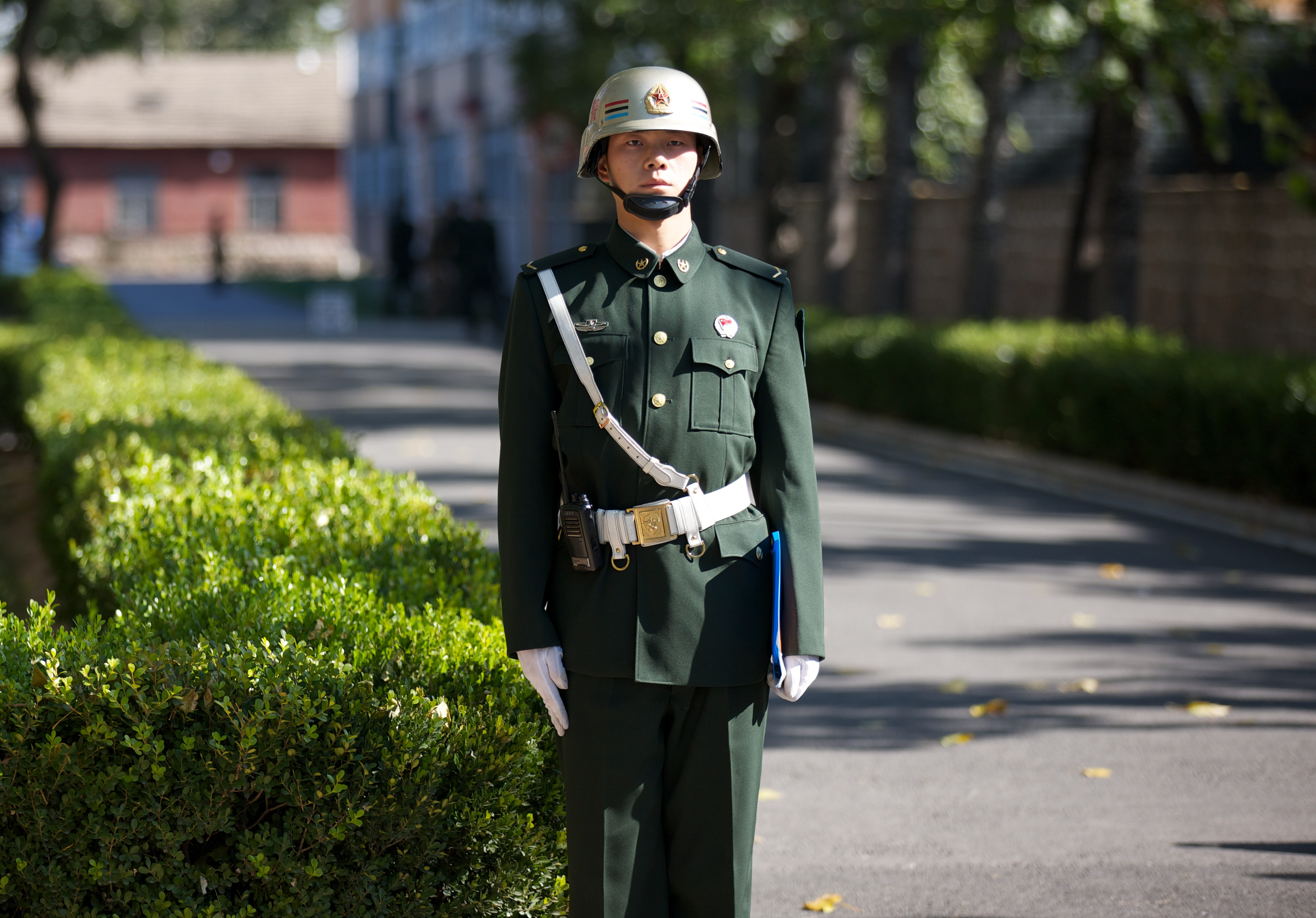
Guardia militare della FTEPL nel 2012
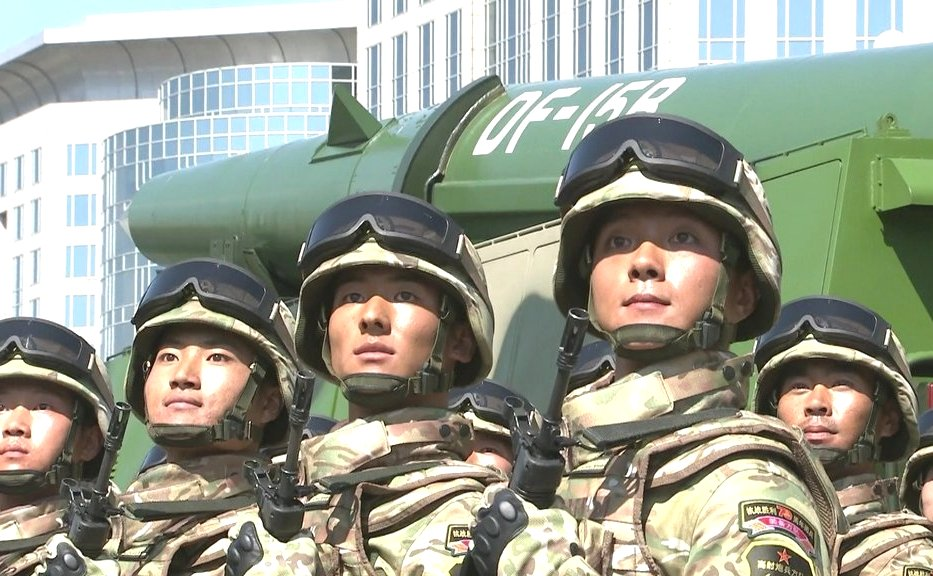
Fanti della FTEPL nella parata del Giorno della Vittoria cinese del 2015

## Gradi militari

### Ufficiali
L'attuale sistema di gradi e insegne degli ufficiali è stato istituito nel 1988. Esistono diversi percorsi per diventare un ufficiale, come entrare in un'accademia militare, frequentare il programma ufficiali della riserva o il programma di selezione dei quadri.
Gli ufficiali possono usare Compagno per rivolgersi formalmente a un altro membro dell'esercito ("compagno" più il grado o la posizione, come "compagno colonnello", "compagno capo battaglione" o semplicemente "compagno/i" quando mancano informazioni sul grado della persona o si parla con diverse persone di servizio.)
| Titolo                 | 上将Shang Jiang | 中将Zhong Jiang  | 少将Shao Jiang   | 大校Da Xiao       | 上校Shang Xiao | 中校Zhong Xiao     | 少校Shao Xiao | 上尉Shang Wei | 中尉Zhong Wei | 少尉Shao Wei | 学员Xue Yuan      |
| ---------------------- | --------------- | ---------------- | ---------------- | ----------------- | -------------- | ------------------ | ------------- | ------------- | ------------- | ------------ | ----------------- |
| Traduzione equivalente | Generale        | Tenente generale | Maggior generale | Colonnello senior | Colonnello     | Tenente colonnello | Maggiore      | Capitano      | Tenente       | Sottotenente | Allievo ufficiale |
| Traduzione equivalente | (OF-9)          | (OF-8)           | (OF-7)           | (OF-6)            | (OF-5)         | (OF-4)             | (OF-3)        | (OF-2)        | (OF-1)        | (OF-1)       | (OF-D)            |
| Insegna della spallina |                 |                  |                  |                   |                |                    |               |               |               |              |                   |
| Insegna del collare    |                 |                  |                  |                   |                |                    |               |               |               |              |                   |

L'attuale sistema di altri gradi e insegne risale al 2009. Sergente e caporale sono indicati come sottufficiali. Le nuove reclute non hanno gradi militari prima che il campo di addestramento sia completato e riceveranno il grado di soldato dopo essersi diplomati al corso d'introduzione alla professione. Secondo l'articolo 16 del capitolo 3 del "Regolamento sul servizio dei soldati attivi dell'Esercito popolare di liberazione cinese" (中国人民解放军现役士兵服役条例S), "Il grado arruolato più basso è quello di soldato". I coscritti possono essere promossi a soldati di prima classe al secondo anno. Alla fine dei due anni, i coscritti possono andare in pensione o diventare sottufficiali se fanno volontariato, sebbene la posizione richieda almeno un diploma di scuola superiore, competenze specialistiche o intraprendere corsi di formazione. Possono anche frequentare un'accademia militare per diventare ufficiali dopo le valutazioni. Nel 2014, viene istituita la posizione di "master chief" o "sergente maggiore" dell'unità per assegnare sottufficiali esperti che possano assistere plotoni, compagnie, battaglioni e comandi superiori nelle responsabilità di leadership e formazione.
I soldati possono usare Compagno per rivolgersi formalmente a un altro membro dell'esercito ("compagno" più il grado o la posizione, come "compagno sergente", "compagno caposquadra" o semplicemente "compagno/i" quando mancano informazioni sul grado della persona o si parla con diverse persone di servizio.)
| Titolo                 | 一级军士长Yi ji jun shi zhang | 二级军士长Er ji jun shi zhang | 三级军士长San ji jun shi zhang | 四级军士长Si ji jun shi zhang   | 上士Shang shi   | 中士Zhong shi | 下士Xia shi | 上等兵Shang deng bing | 列兵Lie bing |
| ---------------------- | ----------------------------- | ----------------------------- | ------------------------------ | ------------------------------- | --------------- | ------------- | ----------- | --------------------- | ------------ |
| Traduzione equivalente | Sergente capo di classe uno   | Sergente capo di classe due   | Sergente capo di classe tre    | Sergente capo di classe quattro | Sergente scelto | Sergente      | Caporale    | Soldato scelto        | Soldato      |
| Traduzione equivalente | (OR-9)                        | (OR-8)                        | (OR-7)                         | (OR-6)                          | (OR-5)          | (OR-4)        | (OR-3)      | (OR-2)                | (OR-1)       |
| Shoulder insignia      |                               |                               |                                |                                 |                 |               |             |                       |              |
| Collar insignia        |                               |                               |                                |                                 |                 |               |             |                       |              |

## Equipaggiamento

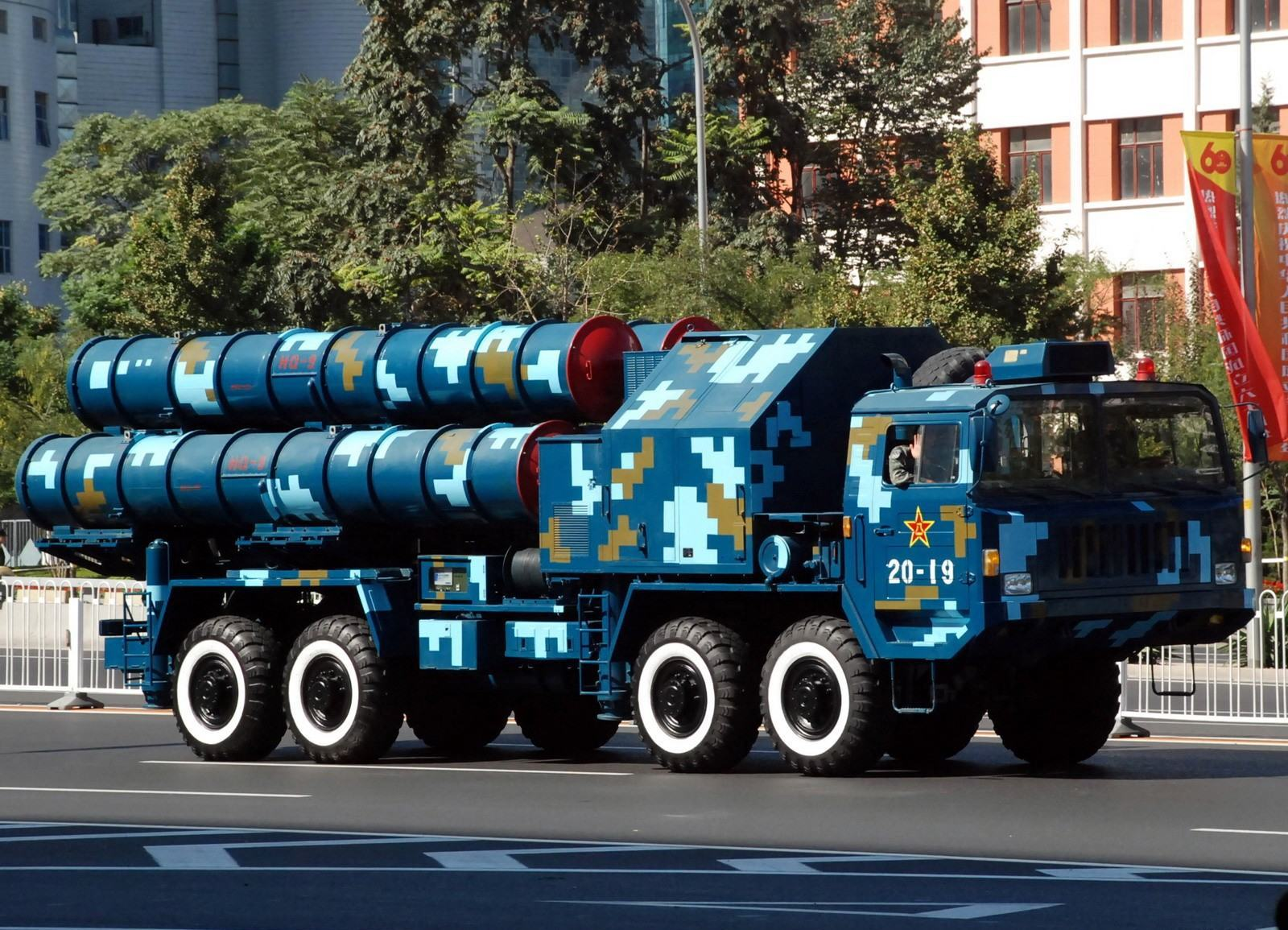
Missile terra-aria HQ-9 (FD-2000)

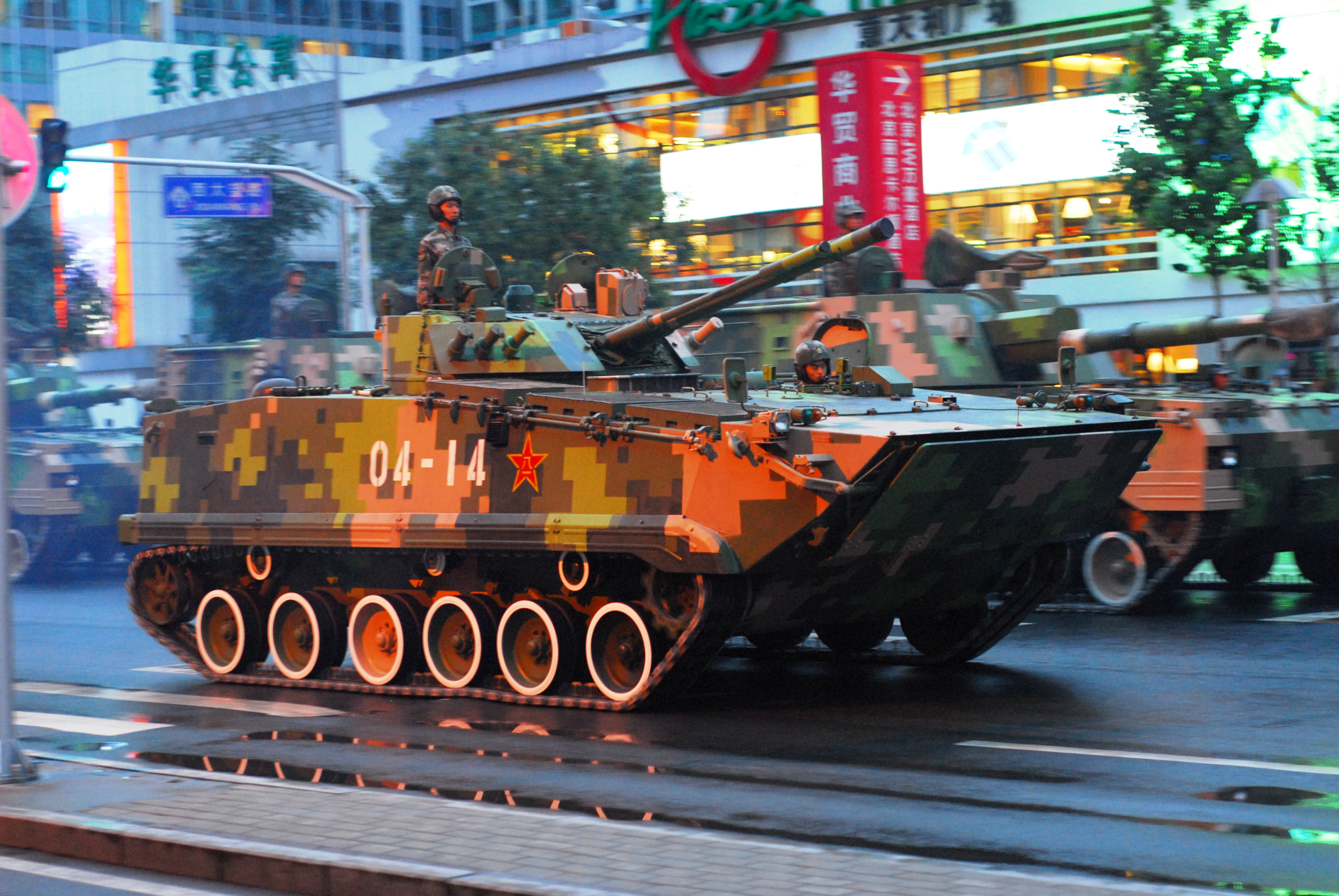
Un veicolo da combattimento della fanteria ZBD-04 in servizio con le FTEPL.

### Equipaggiamento pesante
Le Forze terrestri dell'ELP sono in gran parte meccanizzate con piattaforme corazzate, capacità avanzate di guerra elettronica e sistemi d'arma moderni che sono competitivi contro le controparti occidentali. Le Forze terrestri dell'ELP sono suddivise in forze armate combinate pesanti, medie e leggere altamente meccanizzate. Le brigate di armi combinate pesanti sono armate con carri armati da combattimento e veicoli da combattimento della fanteria cingolati, le brigate di armi combinate medie sono armate con veicoli da combattimento della fanteria cingolati o gommati e le brigate di armi combinate leggere sono mobilitate con veicoli trasporto truppa, camion MRAP, o autoblindo. Ai livelli dei corpi combinati, le FTEPL impiegano brigate di armi combinate, sistemi di artiglieria pesante, sistemi di difesa aerea a medio raggio, forze speciali, unità dell'aviazione dell'esercito e vari sistemi di supporto alla guerra elettronica. I sistemi d'arma a questo livello includono l'obice PLZ-05, l'obice PCL-181, il lanciarazzi multiplo PHL-03/16, il portamissili AFT-10 ed il sistema di difesa aerea HQ-16. Le risorse aeree all'interno della brigata dell'aviazione includono l'elicottero d'attacco Z-10, l'elicottero da ricognzone Z-19 e l'eliicottero utility Z-20, ecc. A livello di brigata di armi combinate, il quartier generale della brigata può schierare vari battaglioni di armi combinate composti con carri armati, cannoni d'assalto e veicoli da combattimento della fanteria (IFV) come il carro armato ZTZ-99A, l'IFV ZBD-04A, l'IFV ZBL-08, il cannone d'assalto ZTL-11 e il veicolo d'attacco rapido MRAP CSK-181. Il battaglione di supporto al fuoco, di ricognizione e di difesa aerea è dotato di artiglierie semoventi, lanciarazzi, portamissili, aeromobili a pilotaggio remoto e sistemi di difesa aerea come il PLZ-07, il PLL-09, il PCL-161/171, il PHL-11, il PHZ -11, il PGZ-09/95, l'AFT-9/10, il PGL-AA e l'HQ-17/A.
A livello di battaglione, il quartier generale del battaglione può dirigere una compagnia di carri armati, una compagnia di armi d'assalto, una compagnia di fanteria meccanizzata e una compagnia di potenza di fuoco (火力连S, HuǒlìliánP) per fornire una rapida manovra di combattimento ravvicinato, con equipaggiamento incluso il mortaio a fuoco rapido PCP001, il mortaio a propulsione automatica PLL-05/PLZ-10, il portamissili AFT-8, i MANPADS, e sistemi d'arma di squadra come la mitragliatrice pesante QJG-85, il mortaio PP-87, il lanciagranate automatico QLZ-04 ed il missile filoguidato HJ-8E. Sotto ogni compagnia di fanteria meccanizzata ci sono plotoni di fanteria standard e un plotone di potenza di fuoco (火力排S, HuǒlìpáiP), che è equipaggiato con mortai, fucili anti-materiale, lanciagranate automatici da 35 mm, lanciarazzi e mitragliatrici pesanti. A livello di compagnia e plotone, una squadra di fanteria meccanizzata è composta da nove fanti, in cui sette membri vengono sbarcati durante il combattimento. La squadra di fanteria varia nella composizione in base al tipo di battaglioni d'armi combinati. La squadra di fanteria media e leggera equipaggia lanciarazzi riutilizzabili per migliorare la capacità anti-corazza e anti-fortificazione, mentre la squadra di fanteria pesante non ha razzi a livello di squadra, si basa invece sul supporto di fuoco del plotone di potenza di fuoco o sul proprio veicolo da combattimento della fanteria ZBD-04A.

### Armi

#### Individuali e di squadra
Il fucile di servizio dei fanti dell'EPL è il QBZ-95 camerato in 5,8 × 42 mm proprietario e l'arma da fianco è la QSZ-92 camerata in 5,8 × 21 mm DAP92. L'equipaggio del veicolo è dotato della carabina a canna corta QBZ-95B. Il QCW-05 è un mitra da 5,8 mm utilizzato dalle forze speciali e dal personale non combattente. Il tiro a segno è fornito dal fucile da cecchino QBU-88 e dal fucile da cecchino QBU-141. Il fuoco indiretto è fornito dal lanciagranate QLG-10. Il fucile da combattimento QBS-09 viene fornito per l'apertura delle porte e per il combattimento ravvicinato. Il QJB-95 funge da arma automatica della squadra con il suo caricatore a tamburo da 75 colpi. I lanciarazzi usa e getta PF-89, PF-97 e DZJ-08 potrebbero essere distribuiti ad hoc alle squadre di fanteria per applicazioni a fuoco diretto. Le armi di supporto al fuoco specializzate, spesso dotate di lanciarazzi dedicati, o i membri dei plotoni di potenza di fuoco, includono il lanciarazzi anticarro PF-98, i lanciagranate automatici QLZ-87 e QLZ-04 da 35 mm, il fucile anti-materiale QBU-10, il lanciagranate da cecchino QLU-11, la mitragliatrice antiaerea QJG-02, la mitragliatrice pesante QJZ-89 ed il mortaio PP-89 da 60 mm. Il mortaio di calibro più grande PP-87 da 82 mm è schierato dalla compagnia di potenza di fuoco a livello di battaglione.

#### Equipaggiamento ed uniformi della fanteria
Nel 2014, il costo per equipaggiare un singolo soldato cinese è di circa 9.400 yuan (1.523 dollari). Il kit standard include uniformi mimetiche Type 07, elmetto, giubbotto tattico, maschera antigas, zaino, kit di pronto soccorso, armi di fanteria, cintura tessuta, berretto antipioggia, uniforme mimetica, bollitore e stivali da combattimento. Tuttavia, i fanti normali usano raramente il giubbotto antiproiettile conservato nell'armeria. Prima del 2015, solo il distaccamento operazioni speciali e i soldati in missione attiva erano dotati di giubbotto antiproiettile. L'equipaggiamento della fanteria come giubbotti antiproiettile, radio personale, ginocchiere venne visto nel kit standard nel 2015 quando l'EPL viene schierato in aree ad alto rischio, come osservato per le unità che partecipano alle operazioni di mantenimento della pace e antipirateria delle Nazioni Unite. L'EPL ha iniziato a procurarsi giubbotti antiproiettile per soldati su larga scala da marzo 2020, con 1,4 milioni di giubbotti antiproiettile ordinati, che comprendono 930.000 unità di piastre per giubbotti antiproiettile universali e 467.000 unità di piastre per giubbotti antiproiettile potenziati. L'uniforme Type 19 con nuovi modelli mimetici digitali xingkong, giubbotto tattico, zaino, equipaggiamento protettivo e occhiali ha iniziato a sostituire la serie di uniformi Type 07 dal 2019. Insieme all'uniforme, dal 2019 le FTEPL hanno adottato anche il nuovo sistema di comunicazione, il personal computer, l'interfaccia tattica e la famiglia di fucili d'assalto QBZ-191. Questi nuovi aggiornamenti sono componenti del nuovo Integrated Soldier Combat System, un programma che mira a revisionare l'equipaggiamento di fanteria dell'EPL.

### La trasformazione
Nel 1987 le forze terrestri dell'EPL, che facevano affidamento su attrezzature obsolete ma utili, erano molto ansiose di migliorare le difese contro veicoli corazzati e aerei. La maggior parte delle attrezzature venne prodotta da progetti sovietici degli anni '50, ma le armi venivano aggiornate in modo incrementale, alcune con tecnologia occidentale. Un esempio di equipaggiamento aggiornato di progetto sovietico era il MBT Type 69, una versione migliorata del MBT Type 59, a sua volta basato sul T-54 sovietico. Il Type 69 aveva un'armatura migliorata, uno stabilizzatore per cannoni, un sistema di puntamento che includeva un telemetro laser, proiettori a infrarossi e un cannone a canna liscia da 105 mm. Nel 1987 la stampa occidentale rivelò l'esistenza di un nuovo MBT, il Type 80. Il carro aveva un nuovo telaio, un cannone da 105 mm e un sistema di puntamento. Si credeva che L'EPL avesse munizioni per la demolizione atomica e c'erano rapporti non confermati secondo cui aveva anche armi nucleari tattiche. In ogni caso, bombe nucleari e missili nell'inventario cinese potrebbero essere usati in un ruolo di teatro. L'EPL aveva una scarsità di missili guidati anticarro, missili tattici terra-aria ed elettronica per migliorare le comunicazioni, il controllo del fuoco e i sensori. La Cina ha iniziato la produzione del missile anticarro sovietico Sagger nel 1979, ma non disponeva di un missile guidato anticarro semiautomatico più potente, a più lunga gittata. L'EPL richiedeva un missile terra-aria mobile e un missile a spalla della fanteria da usare contro elicotteri e alcuni altri velivoli.
Le forze terrestri dell'EPL continuano a subire una significativa modernizzazione e ristrutturazione per far fronte a potenziali minacce e migliorare le loro capacità. Le truppe di prima linea come le forze speciali, i marines e i paracadutisti hanno la priorità nel ricevere i moderni sistemi d'arma ed attrezzature. Altre aree di miglioramento sono le loro capacità C4ISR sul campo di battaglia, con l'introduzione di comunicazioni satellitari, reti wireless e radio digitali, i comandanti dell'esercito sono ora in grado di mantenere comunicazioni costanti con le loro unità di prima linea mentre sono in movimento. Alla maggior parte delle forze terrestri è stato chiesto regolarmente di operare in condizioni di gravi contromisure elettroniche durante le esercitazioni. È in fase di sviluppo anche una capacità di network-centric warfare che collega diversi elementi di combattimento, intelligence, sorveglianza e ricognizione per formare una rete integrata.

### Sommario dell'equipaggiamento
L'inventario delle FTEPL mantiene una serie di veicoli militari. Tutte le figure sottostanti sono fornite dall'International Institute for Strategic Studies. Non sono inclusi i veicoli ausiliari come i veicoli tecnici, i veicoli logistici, i veicoli da ricognizione, nonché le attrezzature antiquate e riservate.
| Tipo                                     | Attivi | Descrizione             |
| ---------------------------------------- | ------ | ----------------------- |
| Carri armati da combattimento            | 5.650  | [ 36 ]                  |
| Carri armati leggeri e cannoni d'assalto | 1.450  | per es. ZTQ-15 e ZTL-11 |
| Veicoli da combattimento anfibio         | 950    | per es. ZTD-05 e ZBD-05 |
| Veicoli da combattimento della fanteria  | 6.700  | [ 36 ]                  |
| Veicoli trasporto truppe                 | 3.950  | [ 36 ]                  |
| Portamissili anticarro                   | 1.230  | [ 36 ]                  |
| Artiglieria trainata                     | 1.234  | [ 36 ]                  |
| Semoventi d'artiglieria                  | 3.600  | [ 36 ]                  |
| Artiglieria contraerea                   | 7.396  | [ 36 ]                  |
| Sistemi di Missile terra-aria            | 1.531  | esclusi MANPADS         |
| Lanciarazzi multipli                     | 1.770  | [ 36 ]                  |
| Elicotteri                               | 1.243  | [ 36 ]                  |

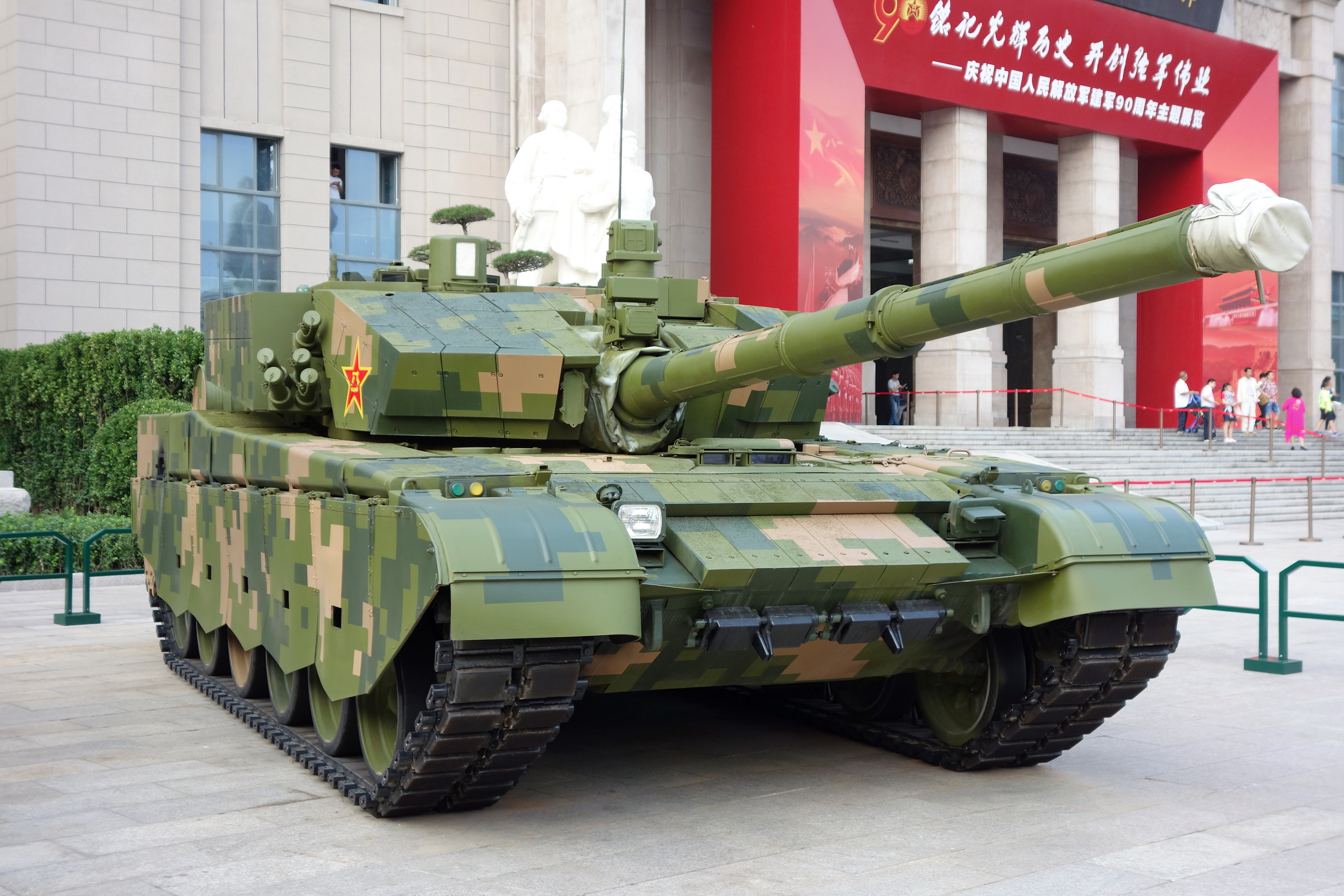
Carro armato da combattimento Type 99
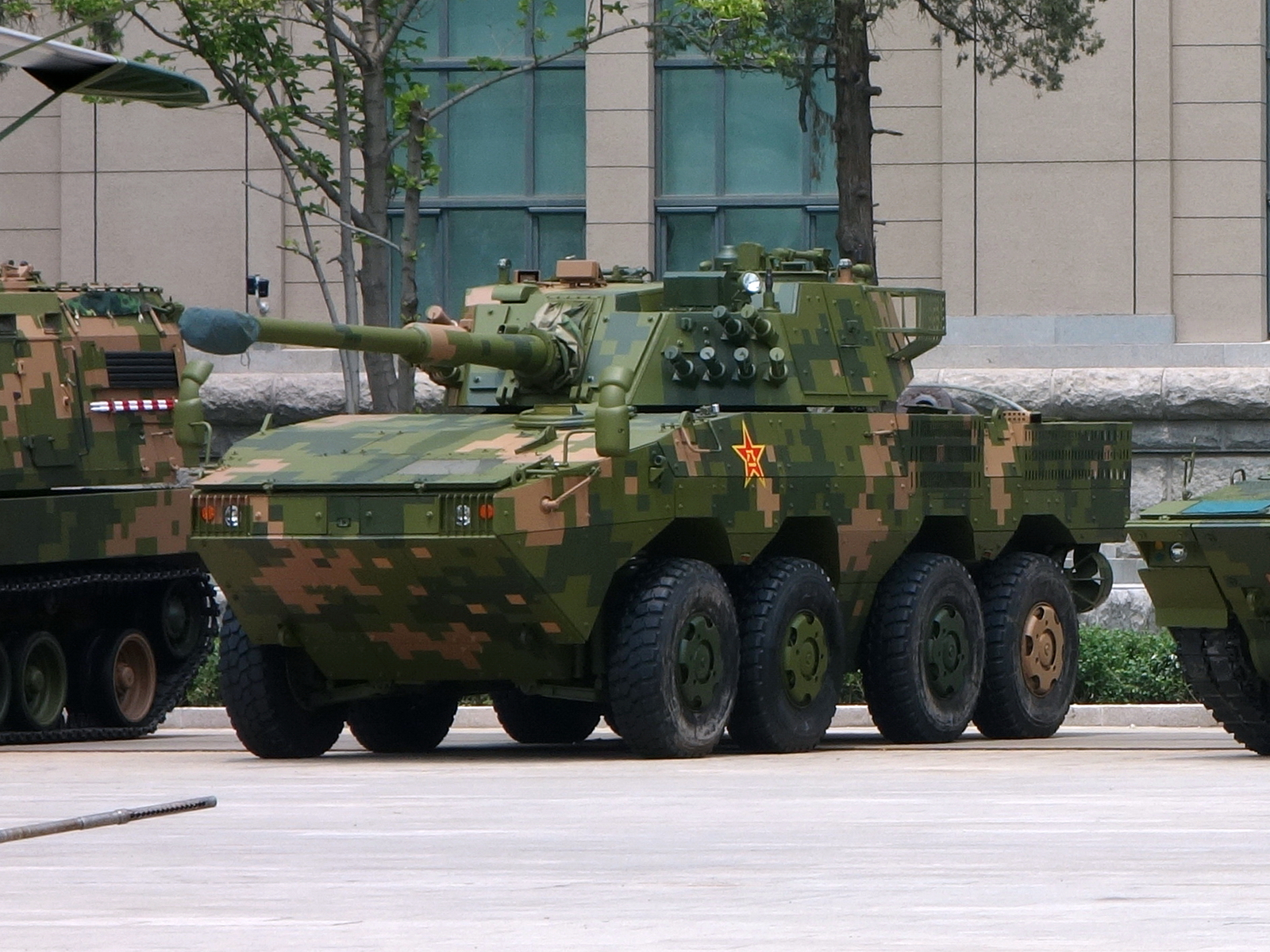
Veicolo d'assalto Type 11
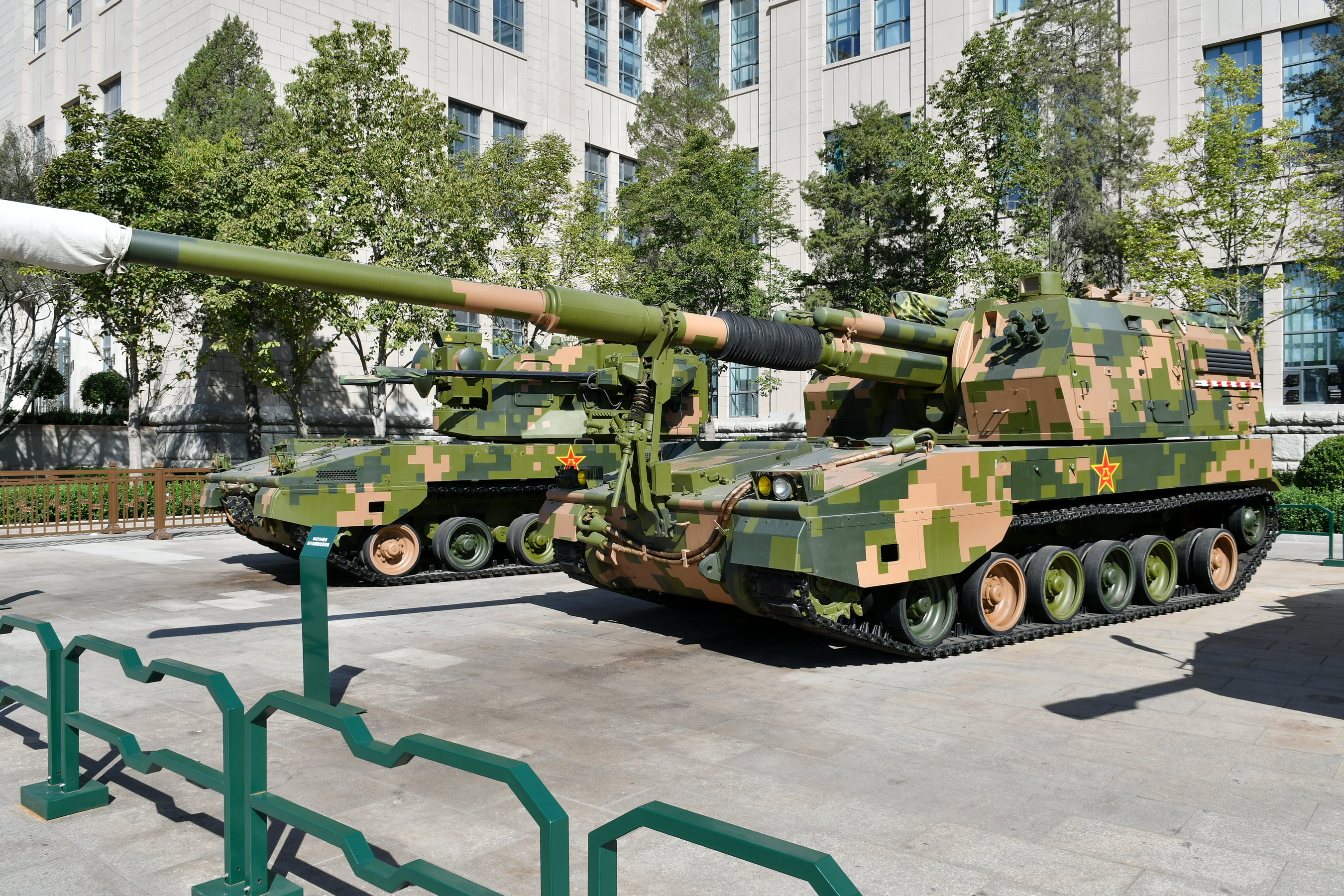
PLZ-05
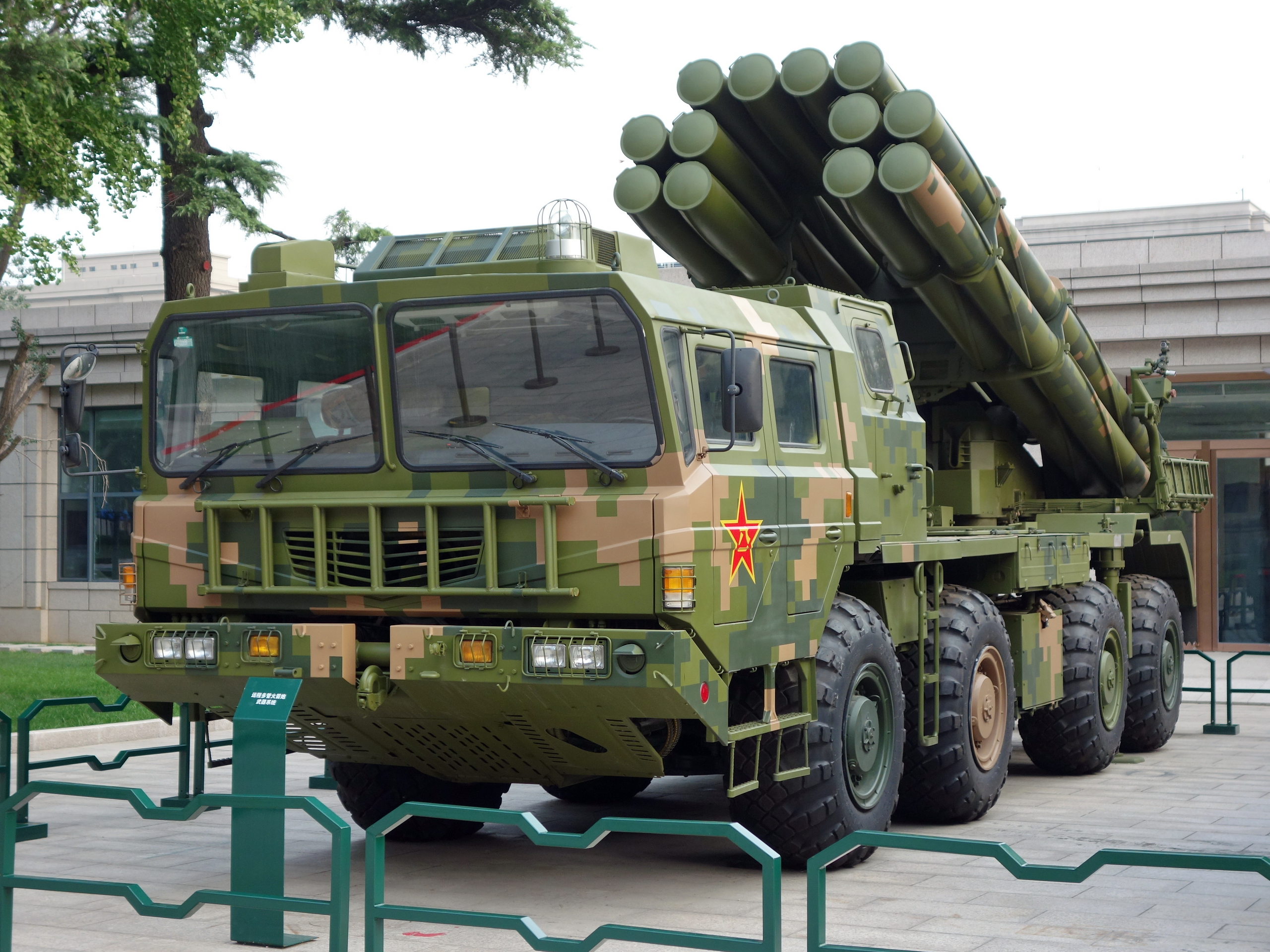
PHL-03
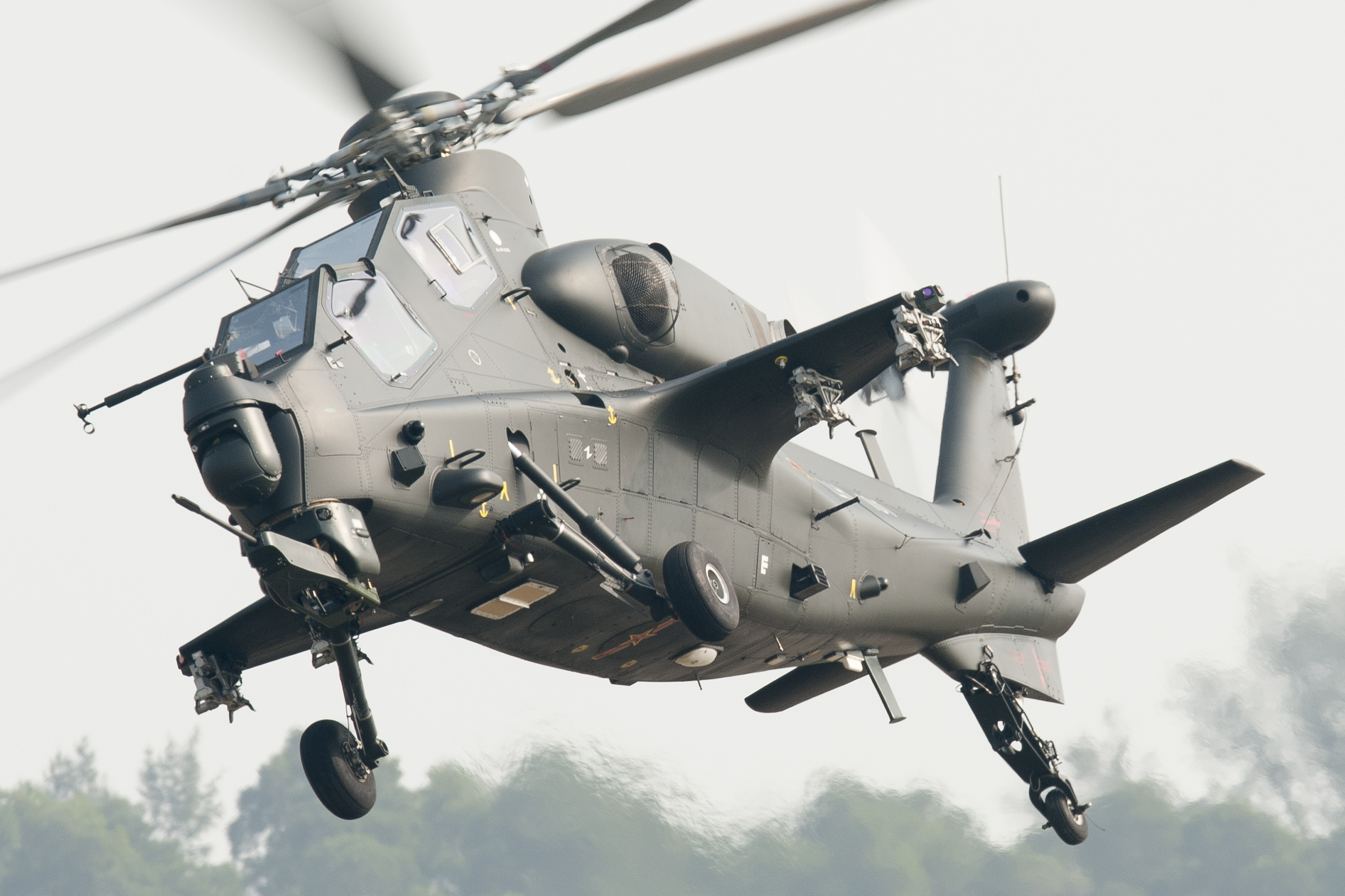
CAIC WZ-10
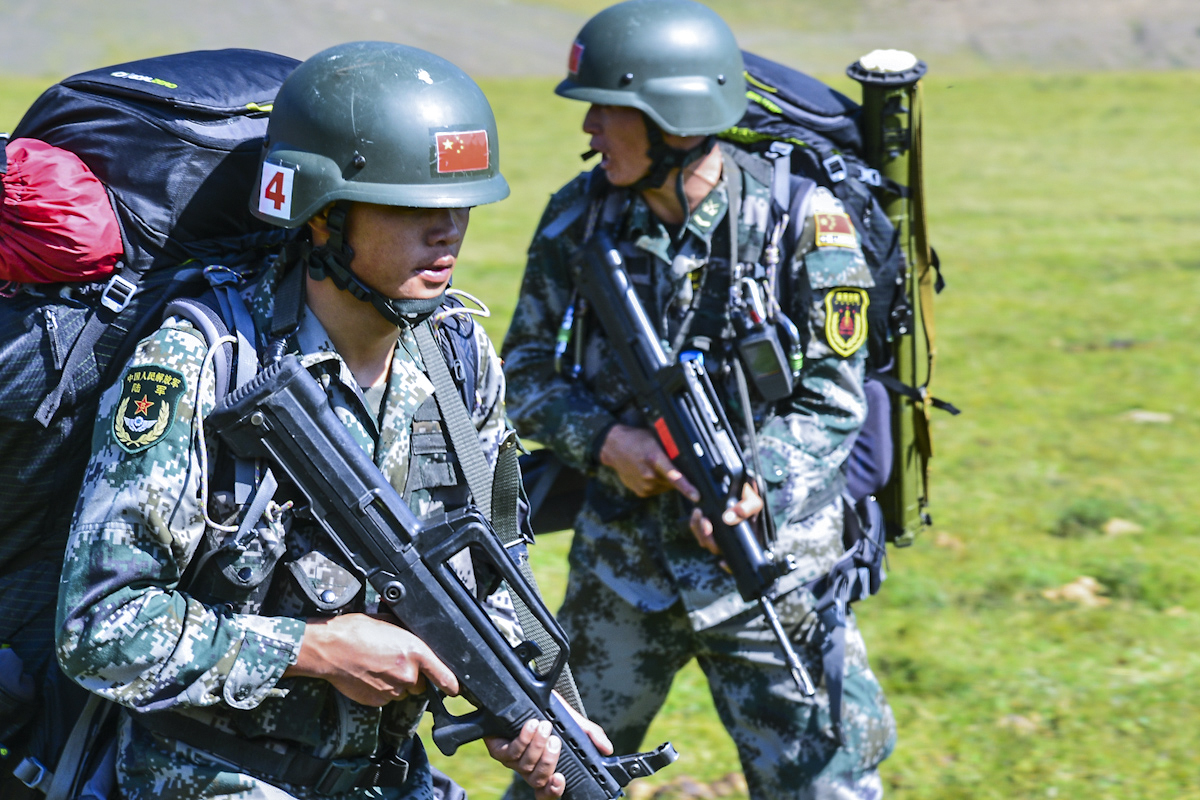
Infantrymen with QBZ-95

### Mezzi Aerei
Sezione aggiornata annualmente in base al World Air Force di Flightglobal del corrente anno. Tale dossier non contempla UAV, aerei da trasporto VIP ed eventuali incidenti accorsi durante l'anno della sua pubblicazione. Modifiche giornaliere o mensili che potrebbero portare a discordanze nel tipo di modelli in servizio e nel loro numero rispetto a WAF, vengono apportate in base a siti specializzati, periodici mensili e bimestrali. Tali modifiche vengono apportate onde rendere quanto più aggiornata la tabella.
| Aeromobile               | Origine        | Tipo                        | Versione (denominazione locale) | In servizio (2024) | Note |
| Aerei da trasporto       |                |                             |                                 |                    |      |
| Shaanxi Y-8              | Cina           | aereo da trasporto tattico  | Y-8                             | 3                  |      |
| Shaanxi Y-9              | Cina           | aereo da trasporto tattico  | Y-9                             | 2                  |      |
| Xi'an Y-7                | Cina           | aereo da trasporto tattico  | Y-7                             | 7                  |      |
| Elicotteri               |                |                             |                                 |                    |      |
| Changhe Z-8              | Cina           | elicottero da trasporto     | Z-8                             | 67                 |      |
| Mil Mi-17 Hip            | Russia         | SAR                         | Mi-17 Mi-171                    | 242                |      |
| Sikorsky S-70 Black Hawk | Stati Uniti    | elicottero utility          | S-70                            | 23                 |      |
| Harbin Z-9 Haitun        | Cina           | elicottero utility          | Z-9                             | 92                 |      |
| CAIC WZ-10               | Cina           | elicottero d'attacco        | Z-10                            | 106                |      |
| Harbin Z-19              | Cina           | elicottero d'attacco        | Z-19                            | 175                |      |
| Changhe Z-11             | Cina           | elicottero utility          | Z-11                            | 46                 |      |
| Airbus H120 Colibri      | Unione europea | elicottero da addestramento | H120                            | 93                 |      |

## Relazioni con altre organizzazioni

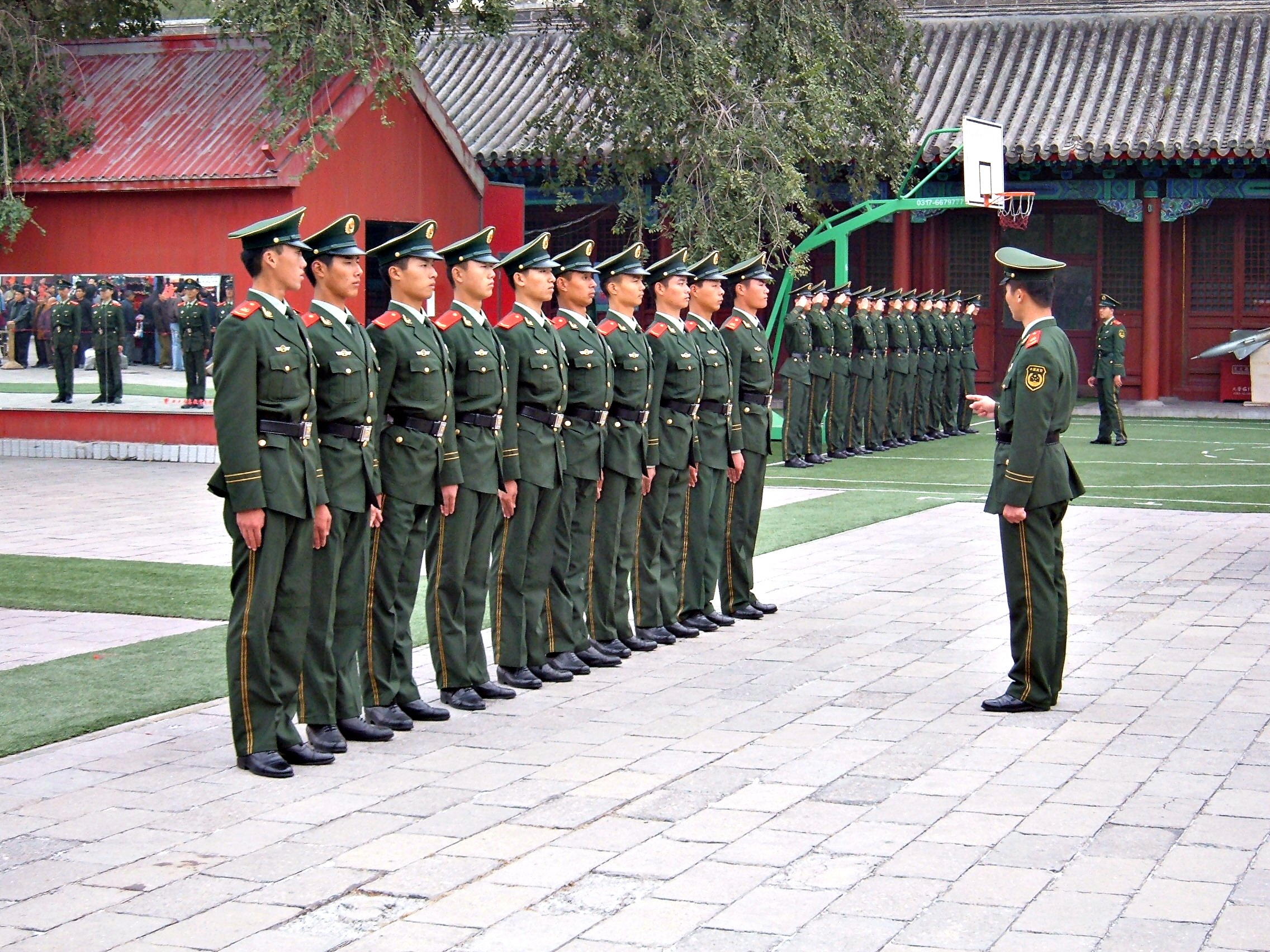
Una squadra di truppe della Polizia armata del popolo.

Le Forze terrestri dell'Esercito Popolare di Liberazione mantengono stretti rapporti con varie organizzazioni paramilitari all'interno della Cina. In primo luogo, la Polizia Armata del Popolo (PAP) e la Milizia dell'Esercito Popolare di Liberazione (anche conosciuta come Milizia della Cina). Entrambe queste organizzazioni paramilitari agiscono come forza di riserva per le FTEPL in un periodo di emergenza nazionale come la guerra o le calamità naturali. La Polizia Armata del Popolo è composta da circa 1.500.000 uomini. La loro missione primaria in tempo di pace è la sicurezza interna e l'antiterrorismo. La Milizia è una forza di massa impegnata nella produzione giornaliera, sotto la guida del Partito Comunista Cinese (PCC), e fa parte delle forze armate cinesi. Sotto il comando degli organi militari, impegna tali posti di lavoro come i servizi di preparazione della guerra, i compiti di sicurezza e di funzionamento della difesa e l'assistenza nel mantenimento dell'ordine sociale e della sicurezza pubblica. La Milizia dell'EPL annumera almeno 3.000.000 di uomini e donne in servizio.